# Vengeons
Vengeons je bývalá francouzská obec, která se nacházela v departementu Manche, v regionu Dolní Normandie. 1. ledna 2016 byla začleněna do obce Sourdeval.

## Poloha
Obec měla rozlohu 15,75 km². Nejvyšší bod byl položen ve 352 m n. m.

## Obyvatelstvo
V roce 2013 zde žilo 503 obyvatel.
Následující graf zobrazuje vývoj počtu obyvatel v obci.